# Friedhofstürmle

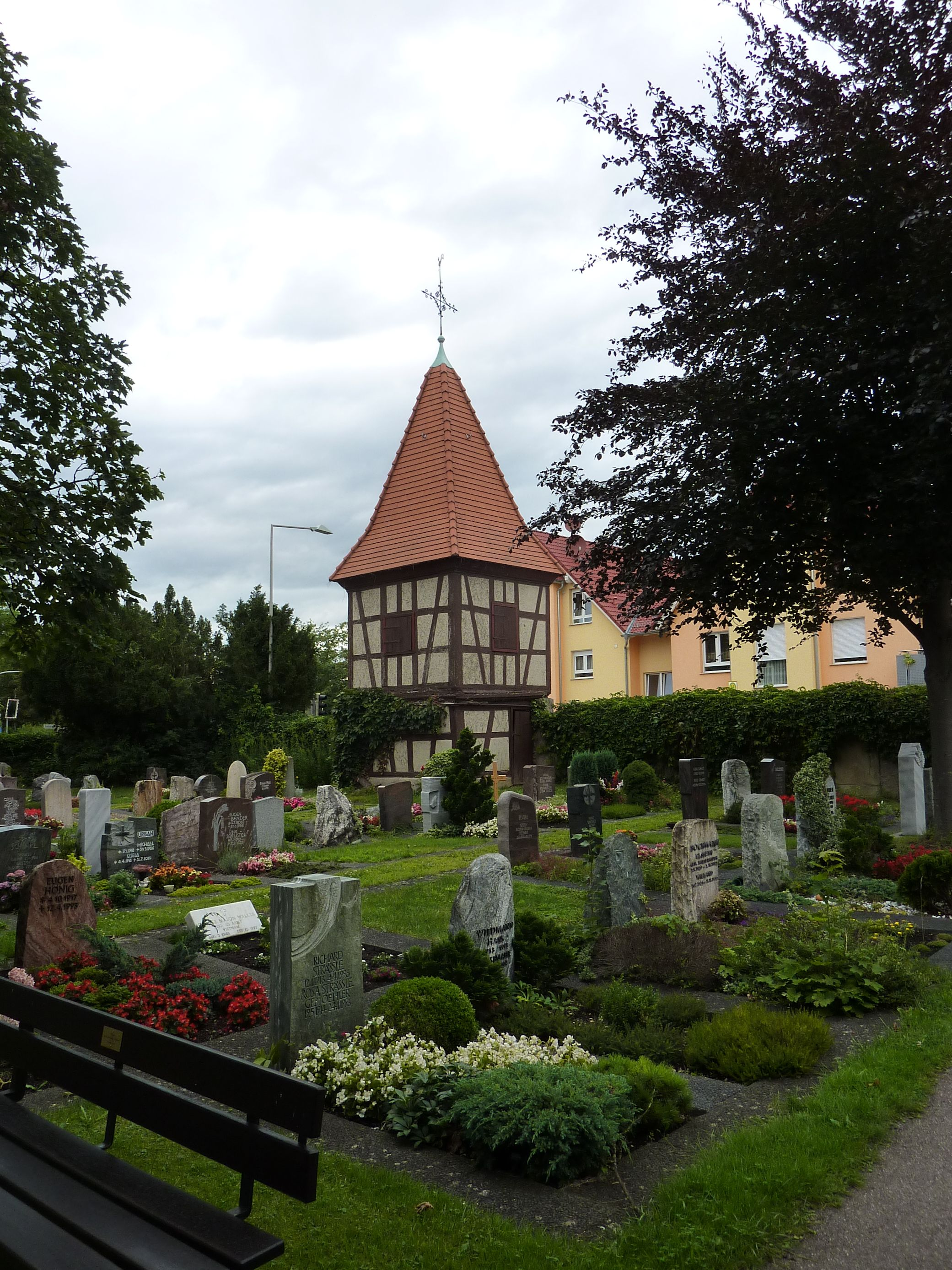
Das Friedhofstürmle in Pleidelsheim

Das Friedhofstürmle in Pleidelsheim ist ein Bauwerk aus dem 17. Jahrhundert.

## Geschichte
Bis 1607/08 wurden in Pleidelsheim die Toten auf dem Gottesacker bei der Mauritiuskirche bestattet. Danach wurde beim Großingersheimer Tor ein neuer Friedhof außerhalb des Ortes angelegt. Dieser wurde im Jahr 1630 mit einem Totenhaus, das ein Türmchen trug, ausgestattet. In diesem Totenhaus, das später auch als Grufthäusle bezeichnet wurde, wurden Pestopfer, Ortsfremde und Personen, die im Neckar ertrunken waren, aufgebahrt. Das Bauwerk wurde 1932 saniert. In der Kugel der Wetterfahne wurde damals eine Urkunde niedergelegt. Nach einer erneuten Sanierung 1990 erhielt die Kugel einen neuen Inhalt.
Das Friedhofstürmle ist die Station Nr. 6 des Historischen Dorfrundgangs in Pleidelsheim.